# Opération Battleaxe
Seconde Guerre mondiale (guerre du désert)
Batailles
Guerre du Désert
- Invasion de l'Égypte
- Compass (Fort Capuzzo
- Nibeiwa
- Sidi Barrani
- Bardia
- Tobrouk (1941)
- Mechili
- Beda Fomm)
- Koufra
- Siège de Giarabub
- Sonnenblume
- El Agheila (1941)
- Siège de Tobrouk (Raid sur Bardia
- Raid Twin Pimples)
- Skorpion
- Brevity
- Battleaxe
- Crusader (Flipper
- Bir el Gubi (novembre 1941)
- Point 175
- Bir el Gubi (décembre 1941))
- Fort Lamy
- Gazala (Bir Hakeim
- Tobrouk (1942))
- Mersa Matruh
- El Alamein (juillet 1942) (Raid sur l'aérodrome de Sidi Haneish)
- Alam el Halfa
- Agreement (Caravan)
- Bertram
- Braganza
- El Alamein (octobre 1942) (Avant-poste Snipe)
- El Agheila (1942)

Débarquement allié en Afrique du Nord
- Blackstone
- Casablanca
- Reservist
- Terminal
- Port Lyautey
- Brushwood

Campagne de Tunisie
- Course pour Tunis
- Ligne Mareth
- Sidi Bouzid
- Kasserine
- Sejnane
- Ochsenkopf
- Capri
- Ksar Ghilane
- Pugilist
- El Guettar
- Wadi Akarit
- Longstop Hill
- Hill 609
- Vulcan
- Flax
- Retribution
- Strike

L’opération Battleaxe, également connue sous le nom de bataille de Sollum, est une opération de la Seconde Guerre mondiale, conduite par l'armée britannique en juin 1941.
Elle visait à chasser les armées allemande et italienne de l'est de la Cyrénaïque, afin notamment de lever le siège de Tobrouk. C'est la première fois de la guerre où des forces allemandes significatives se retrouvaient sur la défensive.
L'opération fut néanmoins un échec, car l'assaut initial des forces britanniques se heurta à de solides positions défensives organisées par le général Erwin Rommel. Les Britanniques perdirent plus de la moitié de leurs tanks dès le premier jour et ne réussirent que sur l'une de leurs trois zones de poussée. Le deuxième jour, ils obtinrent des résultats mitigés en étant repoussés sur leur flanc ouest, mais en arrêtant une importante contre-attaque allemande sur leur centre. Le troisième jour, les Britanniques évitèrent de justesse un désastre complet en se retirant avec succès juste avant d'être encerclés par les Allemands.
L'échec de cette opération conduit au remplacement du général Archibald Wavell, commandant en chef des opérations au Moyen-Orient.

## Situation de départ
À la fin du mois de mars 1941, peu après l'opération Sonnenblume qui avait vu l'arrivée de l'Afrika Korps à Tripoli en Libye, le général Erwin Rommel, bien qu'ayant pour instruction de rester sur la défensive, s'empara rapidement des positions britanniques à El Agheila, puis lança une offensive qui à mi-avril avait atteint Sollum en Égypte.
Le port fortifié de Tobrouk qui constituait la dernière position alliée en Libye, se retrouvait encerclé. Toutefois l'action de la Royal Air Force compliquait la tâche de Rommel. Chaque nuit les bombardiers moyens Wellington bombardaient le port de Benghazi, qui constituait le port de ravitaillement le plus avancé de Rommel, et de jour ses convois de ravitaillement et aérodromes étaient attaqués par les Wellington et les bombardiers légers Blenheim. 
Le 20 avril, Winston Churchill ordonna qu'un convoi maritime (nom de code Tiger), transportant des tanks et des chasseurs, livre rapidement Wavell, afin de lancer une contre-offensive majeure.
Le Haut Commandement allemand, également attentif à l'action de Rommel, envoya le général Friedrich Paulus pour enquêter sur la situation. Paulus, après avoir été témoin d'une tentative infructueuse et coûteuse pour prendre Tobrouk, envoya un rapport à l'OKW le 12 mai, dans lequel il décrivait la position de Rommel comme fragile, avec un manque critique de carburant et de munitions.
En réponse, et compte tenu de l'imminence de l'invasion de l'URSS, le Generalfeldmarschall Walther von Brauchitsch, commandant en chef de l'Armée de terre, ordonna à Rommel de ne pas avancer davantage et de ne pas attaquer Tobrouk de nouveau ; il devait tenir sa position et préserver ses forces.
Grâce au décodage de la machine Ultra, les Britanniques eurent également connaissance du rapport de Paulus et Churchill, pensant qu'une forte poussée pouvait suffire à déloger les forces allemandes, pressa le général Wavell de prendre l'offensive immédiatement.
Wavell prépara rapidement l'opération Brevity, une opération limitée visant à prendre Sollum, la passe d'Halfaya ainsi que le fort Capuzzo, en avançant sur Sidi Aziz, avec l'objectif de détruire autant de forces de l'Axe que possible puis d'exploiter en direction de Tobrouk, pour autant que son ravitaillement le permette sans risque inconsidéré pour ses propres forces.
Cette opération devait également permettre de renforcer le point de départ en prévision de l’opération Bruiser plus vaste, programmée une fois que le convoi Tiger aurait livré ses renforts.
Le 12 mai, le convoi arriva à Alexandrie apportant 238 tanks (21 tanks légers Mark VIC, 82 tanks Cruiser y compris 50 Crusaders) et 135 tanks d'infanterie Matilda), ainsi que 43 chasseurs Hawker Hurricane. Le convoi avait quitté le Royaume-Uni avec un total de 295 tanks et de 53 Hawker Hurricanes mais 10 avions et 57 tanks furent perdus lorsque le New Zealand Star percuta une mine et coula, après que son équipage fut récupéré. Ces chars présentaient de nombreux défauts mécaniques, notamment l'absence de filtre à sable pour les moteurs, nécessitant des préparations importantes. Ils devaient servir à reconstruire la 7th Armoured division (les Desert Rats), qui avait été retirée des opérations depuis février, ayant perdu la plupart de ses chars durant l'opération Compass.
Trois jours après l'arrivée du convoi Tiger, l'opération Brevity débuta et fut initialement une réussite, avec la prise du fort Capuzzo et de la passe d'Halfaya. Toutefois dans la soirée du 16 mai, inquiet de la situation de la 22nd Guards Brigade, qui courait le risque d'être écrasée en terrain ouvert en cas de contre-attaque blindée allemande, Gott décida de retirer la totalité de ses forces derrière sa ligne de départ. L'opération se termina ainsi officiellement le 17 mai, sans gains territoriaux notables. Le 27 mai, une petite unité allemande reprit la passe d'Halfaya annulant totalement les gains territoriaux de l'opération Brevity.
À la fin du mois de mai, les Allemands s'étaient emparés de la Crète. Cela signifiait que la Luftwaffe disposait d'aéroports supplémentaires à partir desquels elle pouvait menacer les convois maritimes alliés dans la zone et protéger le ravitaillement des troupes de l'Axe en Cyrénaïque. Retarder davantage l'opération aurait eu pour conséquence de renforcer l'opposition allemande. Pour éviter ce risque, le GQG britannique indiqua qu'il était impératif de prendre le contrôle de la zone de Sollum et Derna et que les forces aériennes britanniques devaient être réinstallées dans la région.

## Les plans de l'

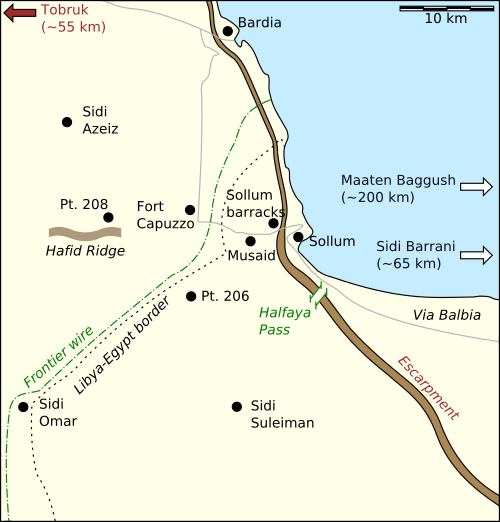
La zone frontière de l'.

## Les plans de l'opérationBattleaxe

### Plans britanniques
Initialement, trois plans furent envisagés pour l'opération Battleaxe. Dans le premier, rejeté faute de forces suffisantes, l'infanterie soutenue par des chars lourds d'infanterie devait nettoyer la frontière tandis que les chars croiseurs plus rapides devaient attaquer directement les forces ennemies assiégeant Tobrouk.
Dans le second plan la 7e division blindée devait se positionner à l'ouest du Fort Capuzzo afin d'attirer à elle et d'éliminer les forces blindées ennemies ; ce plan fut rejeté car il n'utilisait pas toutes les ressources disponibles. 
Le 29 mai, Wavell diffusa ses ordres définitifs pour l'opération Battleaxe. Elle comprenait trois étapes :
- dans la première l'ennemi devait être défait sur la frontière et la zone comprenant Halfaya, Sollum, Capuzzo et Sidi Aziz devait être sécurisée.
- dans la deuxième, le XIII Corps devait pousser et sécuriser la zone autour de Tobrouk et El Adem.
- une fois cela accompli, les zones de Derna and Mechili devaient être capturées[7].

Dans l'étape initiale, les troupes britanniques devaient avancer sur trois axes afin de nettoyer la zone frontière. Au centre et le long de la côte se trouvaient les groupes, Coast Force et Escarpment Force. Le premier était chargé de la capture de la passe d'Halfaya, tandis que le second devait capturer le reste de la frontière, c'est-à-dire Fort Capuzzo, Musaid and Sollum. La 7e brigade blindée, avec l'artillerie de son groupe de soutien, avait la tâche d'engager et de détruire les blindés de Rommel, censés se trouver à Hafid Ridge. Dans le même mouvement il devait encercler toute unité de l'axe située entre lui-même et le reste des troupes britanniques.
Après avoir capturé la frontière, les brigades et la 7e division blindée devaient se reformer et continuer vers le nord pour briser le siège de Tobrouk. Une fois la jonction avec la garnison de Tobrouk opérée, ces forces combinées devaient reprendre l'offensive vers l'ouest repoussant les forces allemandes aussi loin que possible.
Le général de corps d'armée (Lieutenant-General) Noel Beresford-Peirse, commandant du 13e corps conduisait les opérations. Le général de division (Major-General) Frank Messervy commandait la Coast Force et l'Escarpment Force tandis que le major-général Michael O'Moore Creagh commandait le 7th Armoured Brigade Group et le Support Group.
Trois jours avant le début de Battleaxe, afin d'affaiblir les forces de l'Axe, la Royal Air Force, à l'aide de ses bombardiers, devait préparer le terrain en direction de Benghazi, tandis que les autres avions pouvant conduire des attaques au sol, devaient se concentrer sur les mouvements ennemis à la frontière. Une fois la bataille commencée, les chasseurs devaient mener des patrouilles de couverture des forces alliées terrestres tandis que les bombardiers moyens restaient en attente pour un soutien tactique contre les colonnes ennemies.
Battleaxe était considérée tellement prioritaire qu'Arthur Tedder, commandant en chef des forces aériennes au Moyen-Orient, reçut instruction du GQG de prendre des risques significatifs sur d'autres théâtres en détournant toutes les ressources de soutien aérien en faveur de cette opération.
Beresford-Peirse et Tedder installèrent leur quartier général bien en arrière de la bataille, respectivement à Sidi Barrani et Maaten Baggush (en).
Beresford-Peirse choisit Sidi Barrani car, bien qu'à plus de cinq heures de route du champ de bataille, il était non seulement équipé du meilleur aérodrome de reconnaissance disponible, mais il présentait la position la plus avancée lui permettant également de conserver le contact avec Maaten Baggush encore plus éloignée.
Le plan était fondé sur les renseignements limités dont disposait Wavell, en raison du manque d'équipement adaptés et de pilotes entrainés pour la reconnaissance photographique. Ils indiquaient de façon erronée que les deux tiers des forces blindées allemandes se trouvaient autour de Tobrouk ; ce qui aurait donné un avantage matériel décisif aux Britanniques dans la zone frontière.
L'attaque étaient initialement prévue pour le 7 juin, mais cette date fut repoussée à la demande du général O'Moore Creagh dont les escadrons ne devaient recevoir leurs tanks que le 9 juin. La nouvelle date fut fixée au 15 juin, ce qui ne laissait à Creagh que cinq jours supplémentaires pour l'entrainement de ses équipages.

### Préparation allemande

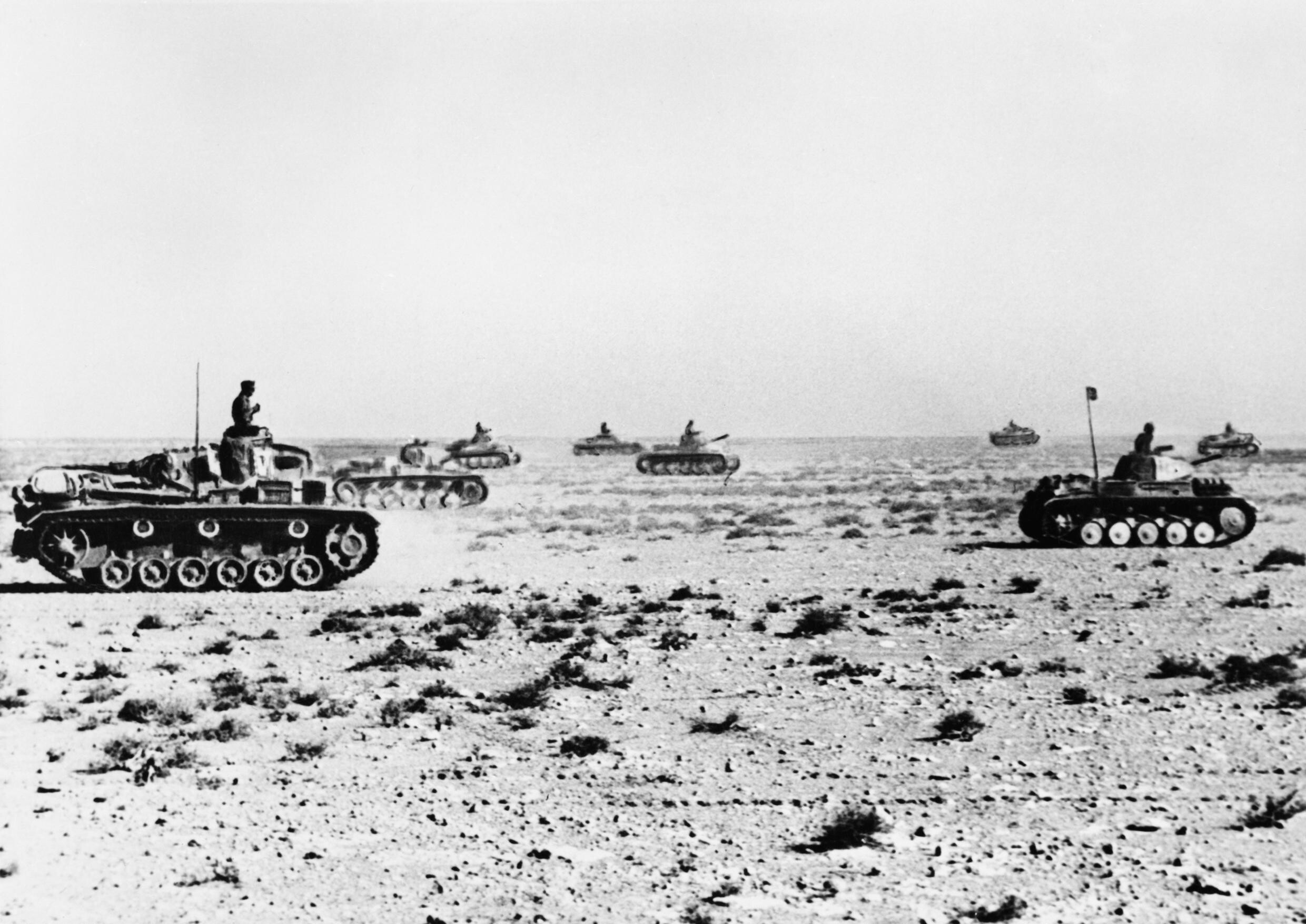
Des chars allemands progressent dans le desert peu avant la bataille de Sollum

Bien que l'opération Brevity n'ait procuré aux Britanniques aucun gain territorial, elle avait montré à Rommel que ses lignes de défense pouvaient assez facilement être percées. Anticipant d'autres attaques des Britanniques depuis l'Égypte, Rommel tira les leçons de ses assauts infructueux sur Tobrouk et entreprit de créer une ligne de positions fortifiées de Halfaya à Sidi Aziz, plaçant plusieurs canons anti-chars et des champs de mines dans la passe d'Halfaya, au Point 206 (au sud du fort Capuzzo) et au point 208 (ouest du fort Capuzzo sur la crête Hafid).
La responsabilité principale de la défense de la frontière fut confiée à la 15e Panzerdivision, qui avait reçu le 8 juin un nouveau commandant, le général Walter Neumann-Silkow.
La préparation de Rommel fut considérablement facilitée par les failles de sécurité dans les communications de la 7e division blindée, dont Rommel connaissait pour les neuf prochaines heures les opérations, préoccupations, dispositions et intentions. Grâce à cette information, il plaça la 5e division légère au sud de Tobrouk, prête à l'emploi soit en direction de Sollum soit vers Tobrouk en fonction de la situation. Il commanda également un important bombardement d'artillerie sur Tobrouk la nuit précédant le lancement de l'opération afin de prévenir toute tentative de sortie de la part de la garnison alliée.
Le principal souci de Rommel était de nature logistique :

« Malheureusement, nos réserves de carburant était terriblement basses, et c'est avec une certaine anxiété que nous envisagions l'attaque britannique à venir, car nous savions que nos mouvements seraient dictés par la jauge à essence plus que par les nécessités tactiques. »

— Rommel, The Rommel Papers, p. 141

## Forces engagées

### Forces alliées
Les forces britanniques était essentiellement composées de la 4e division d'infanterie indienne, la 7e division blindée et la 22e brigade de la Garde.
La 4e division d'infanterie indienne et la 7e division blindée étaient en sous-effectif :
- La 4e division d'infanterie indienne n'avait qu'une de ses brigades, la 11e brigade d'infanterie indienne (en), alors que ses deux autres brigades, la 5e brigade d'infanterie indienne (en) et la 7e brigade d'infanterie indienne, se trouvaient respectivement en Syrie et en Afrique de l’Est.
- La 7e division blindée n'avait que deux de ses trois brigades, la 4e brigade mécanisée et la 7e brigade blindée, ainsi que le groupe de soutien divisionnaire.

Pour la phase initiale de la bataille les forces étaient divisées entre le groupe de la 7e brigade blindée, la Force Escarpment, et la Force Coast.
Le groupe de la 7e brigade blindée était formé par la 7e brigade blindée elle-même et le groupe de soutien divisionnaire. La 7e brigade blindée comptait deux régiments, le 2e régiment royal de tanks (en), équipé de modèles anciens de chars Cruiser, et le 6e régiment royal de tanks (en), équipé du nouveau Crusader.
La Force Escarpment était composée de la 22e brigade de la garde et de la 4e brigade blindée. Comme la 7e brigade blindée, la 4e brigade blindée avait deux régiments, le 4e régiment royal de tanks (en) et le 7e régiment royal de tanks, tous les deux équipés de Matildas. Près de la moitié de la puissance du 4e régiment royal de tanks était affecté à la Force Coast.
La Force Coast était composée de la 4e division d'infanterie indienne et de 19 tanks d'infanterie du 4e régiment royal de tanks. Cette force était elle-même divisée en deux groupes. Le premier constituait le Groupe Halfaya, composé du 2e bataillon d'infanterie Queen's Own Cameron Highlanders et de 13 des 19 tanks. Le second groupe comprenait les deux autres bataillons d'infanterie – the 1/6e Rajputana Rifles (en) ke 2/5e Mahrattas (en) – et les 6 tanks restants,.
Enfin, les forces terrestres recevaient le soutien de six escadrons de chasse et de huit escadrons de bombardement de la Royal Air Force.
Le total des forces britanniques dépassait les 20 000 soldats, avoisinait les 190 tanks (90 croiseurs et 100 tanks d'infanterie), et comptait 98 chasseurs et 105 bombardiers. Sur les 90 tanks cruiser, 38 étaient des modèles anciens (Mk I, II et III-IV) et 50 était des Crusader récents.
En ce qui concerne la qualité de ses tanks, le général Wavell exprima des doutes sérieux :

« Nos chars d'infanterie sont vraiment trop lents pour une bataille dans le désert, et ils ont subi des dégâts considérables dus au feu des puissants canons anti-char de l'ennemi.  Nos cruisers n'ont que peu d'avantage en puissance ou en vitesse sur les chars moyens allemands.  Les pannes sont encore trop nombreuses. »

— Archibal Wavell, The Grand Alliance, p. 304

### Forces de l’Axe
Avec la 5e division légère en réserve, le premier échelon de défense de la frontière incombait à la 15e Panzer Division.
Le bras armé de la 15e Panzerdivision était le 8e Panzer Regiment, qui comptait environ 100 tanks dont seulement 50 "tanks à canon" (Panzer III ou Panzer IV). Les autres unités de la division étaient le 1er Bataillon du 104e régiment d'infanterie mécanisée, le 33e Bataillon de chasseurs de chars armé de 12 canons 5 cm PaK 38 et de 21 PaK 36), le 15e Bataillon motocycliste, 33e Bataillon de reconnaissance, la 1re batterie du 33e régiment d'artillerie et une batterie anti-aérienne de 13 Canon de 88 mm.
La Division Trento italienne était également placée sous contrôle opérationnel de la 15e Panzerdivision; bien que l'essentiel de son effectif soit stationné à Bardia, trois bataillons d'infanterie et un régiment d'artillerie était placés dans la zone de Sollum-Musaid-Capuzzo.
À l'exception du 8e régiment de Panzer, la plupart de ces unités étaient dispersées sur les différents points fortifiés le long de la ligne de défense conçue par Rommel. À la passe d'Halfaya, la garnison comprenait 500 Allemands du 104e régiment d'infanterie et 400 Italiens. Ils étaient armés de 5 canons de 88 mm, 4 canons italiens de 100/17 mm, et une batterie de canons français de 155 mm pris sur la ligne Mareth en Tunisie ainsi que de nombreux autres petits canons. Cette force était commandée par le Hauptmann Wilhelm Bach.
La principale unité de la 5e division légère était le 5e Panzer Regiment, qui comptait 96 tanks dont 57 avec canon.
Le total des forces de l'Axe pour l'opération était de 13 200 soldats (5 700 Allemands et 7 500 Italiens), ~196 tanks (89 tanks légers et 107 tank avec un canon), 130 chasseurs (60 allemands et 70 italiens) et 84 bombardiers (59 allemands, 25 italiens).

## La bataille

### Jour J: 15 juin

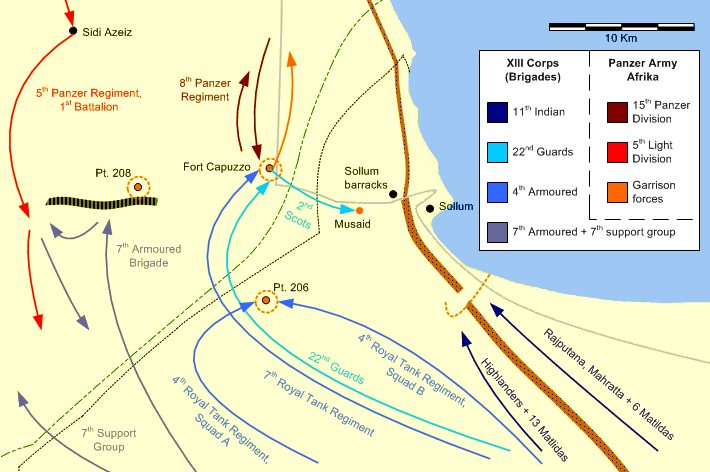
Le premier jour de l'.

#### La RAF acquiert la supériorité aérienne
Pour la RAF, tout se déroula conformément au plan le premier jour. Les colonnes de ravitaillement ennemies et les aérodromes avaient été frappés sans relâche jusqu'au début de l'attaque, et une fois celle-ci commencée le 15, les colonnes britanniques purent avancer sans opposition depuis leurs points de départ à Sofafi et Buq-Buq jusqu'à leur destination grâce aux chasseurs alliés. Il n'y eut que six attaques aériennes ennemies durant toute la journée.

#### Échec de l’attaque sur la passe d’Halfaya

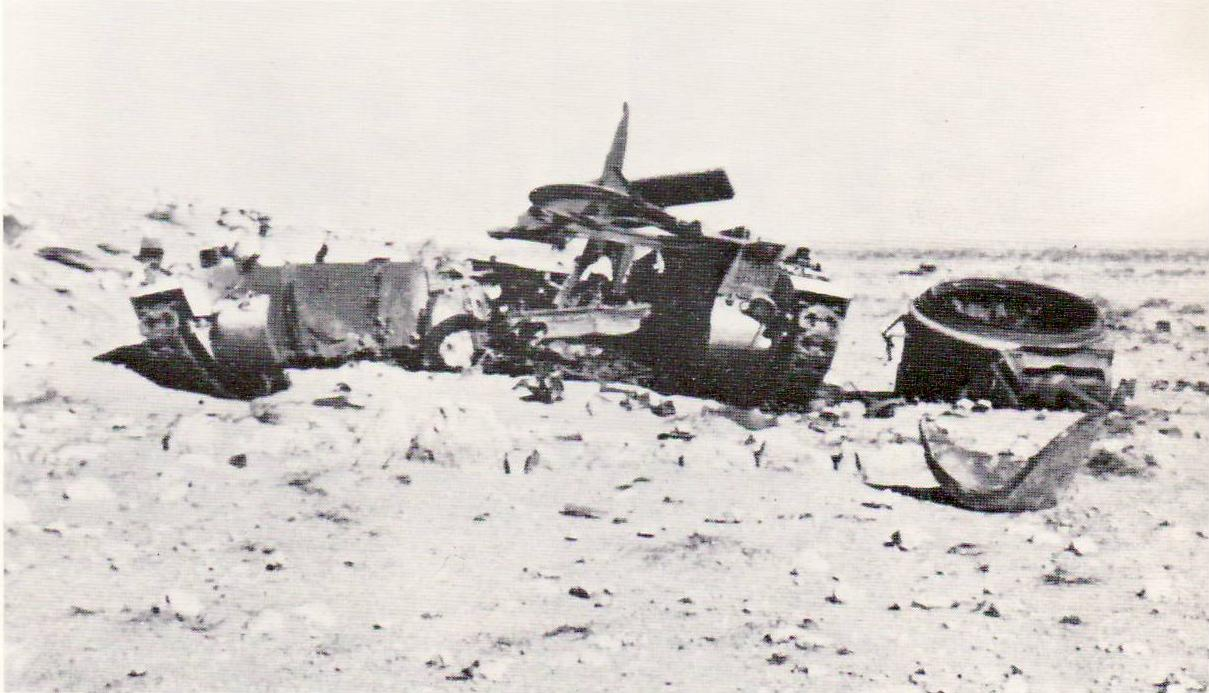
Débris d'un char Matilda de l'escadron C du 4e régiment royal après plusieurs coups au but

Sur le flanc est, à 05:15, la Coast Force, commandée par le Brigadier Reginald Savory chargée de la capture de la passe d'Halfaya, commença son mouvement vers ses objectifs. 
Au sommet de l'escarpement se trouvait le groupe Halfaya, composé du 2e bataillon des Queen's Own Cameron Highlanders, les treize chars (douze Matildas et un char léger) de l'escadron C du 4e régiment (qui avait précédemment capturé la passe d'Halfaya lors de l'opération Brevity), et une batterie d'artillerie du 31e régiment de campagne. À l'est et en dessous de la crête de l'escarpement se trouvaient le 1er bataillon du 6e régiment des Rajputana Rifles et le 2e bataillon du 5th d'Infanterie légère Mahratta, deux pelotons de l'escadron A du 4e régiment royal de Tank, et quelques canons de 25 livres. 
À 5 h 40, l'artillerie britannique du groupe Halfaya devait ouvrir le feu sur les troupes allemandes et italiennes stationnées à Halfaya afin de couvrir la progression des tanks et de l'infanterie, mais la batterie s'était enlisée dans des sables pourris.
Après avoir attendu jusqu'à 6 h 0, quinze minutes après le début des combats à l'ouest au pied de l'escarpement, le commandant de l'escadron C, le Major C.G. Miles, ordonna à ses tanks d'attaquer au sommet de la passe; toutefois peu après les canons anti-chars des défenseurs allemands et italiens ouvrirent le feu et en quelques heures tous les tanks sauf un Matilda et un char léger étaient détruits, y compris celui de Miles.  
Les Cameron Highlanders continuèrent leur avance dans un premier temps mais furent bientôt repoussés par un détachement de voitures blindées et d'infanterie motorisée.
Les forces britanniques au pied de l'escarpement ne rencontrèrent pas un bien meilleur sort, quatre Matildas furent mis hors service par des mines anti-chars censées avoir été nettoyées, ce qui bloqua le passage pour les deux chars restants et réduisit la petite force blindée à un rôle d'appui-feu statique.
Les Rajputana Rifles et les Mahrattas firent plusieurs tentatives pour atteindre la passe, mais furent repoussés chaque fois ; les premiers perdant leur officier commandant, le colonel P.R.H. Skrine, dans leur dernière tentative.

#### Capture de Fort Capuzzo
Dans la zone de poussée centrale, le 7e régiment royal de tanks atteignit fort Capuzzo vers midi et dispersa les défenseurs qui se retirèrent vers le nord afin de rejoindre la 15e Panzer Division qui se trouvait entre eux et Bardia. Peu après cependant, les Britanniques durent faire face à plusieurs contre-attaques par un bataillon du 8e régiment de Panzer de la 15e Panzer Division. Après avoir été rejoints par la 22e brigade de la Garde, ils affrontèrent la dernière et plus importante contre-attaque à 18:30, mais réussirent à la repousser.
En réalité, il ne s'agissait pas d'assauts sérieux, car Rommel n'envisageait pas d'engager la 15e Panzer Division sans avoir plus d'informations sur la situation. En lieu et place, la tactique principale du 8e régiment de Panzer consistait à harceler brièvement puis à rompre dans un désordre apparent afin d'attirer les Matilda à leur poursuite sous le feu de canons anti-chars embusqués. Aucun des deux adversaires ne subit de dégâts importants au cours de ces actions.  
En réponse à la capture de Capuzzo par les Britanniques, et soucieux d'une possible attaque sur Sollum et Bardia, Rommel envoya la 5e division légère à Sidi Aziz dans la perspective d'une possible contre-attaque.
À l'exception des unités détachées pour soutenir l'attaque sur Halfaya, le 4e régiment royal de tanks couvrait les flancs du 7e régiment royal de tanks. Alors que l'escadron B était conservé en réserve, les trois pelotons restants de l'escadron A (douze tanks) étaient engagés avec succès contre le Point 38, capturant 200 prisonniers de l'Axe et huit canons de campagne sans pratiquement aucune perte. Ces gains furent perdus lorsque l'escadron A fut repoussé au Point 206 et que les Allemands contre-attaquèrent au Point 38. Dans la soirée, après que l’escadron A avait été réduit à un seul char, les seize chars de l'escadron B furent engagés et le point 206 fut pris.
Lors de la capture de ces objectifs, les Britanniques firent également 500 prisonniers allemands et italiens. Cette nuit le 2e bataillon des Scots Guards, dépendant de la 22e brigade de la garde, put avancer plus à l'est et capturer également un avant-poste à Musaid.

#### L’assaut sur la crête Hafid est repoussé
Sur le flanc ouest, la 7e brigade blindée avait placé le 2e régiment royal de tanks, équipé de l'ancien modèle de char cruiser, devant le 6e régiment royal de tanks afin que les Crusaders plus récents puissent être utilisés avec un effet de surprise.
La force atteignit la crête de Hafid (comprenant en réalité trois crêtes distinctes) à environ 09:00. Après que le 2e régiment royal de tanks avait traversé la première crête, il fut attaqué pratiquement à bout portant par des canons anti-chars retranchés, détruisant deux chars cruiser A9 avant que les autres puissent se retirer. Cet évènement posait un sérieux problème à la brigade, les chars cruiser étant équipés du canon de deux livres dépourvu d'obus explosifs nécessaires pour engager efficacement de l'artillerie ou de l'infanterie. Il n'y avait pas non plus de soutien d'artillerie immédiatement accessible, car celle-ci était attachée au groupe de soutien au sud-ouest en couverture du flanc de la 7e brigade blindée.
Comme une attaque frontale était impossible, il fut décidé de tenter une manœuvre de contournement en attendant que l'artillerie arrive. Une petite force de chars du 2e régiment royal de tanks fut envoyée vers l'ouest de la crête avec ordre de tourner dans la première vallée. L'attaque débuta bien, les chars prirent les forces de l'Axe par surprise et purent mitrailler leurs tranchées, ne perdant qu'un seul tank dans l'action. Alors qu'ils approchaient du point 208 en allant vers l'est, l'officier commandant identifia des fortifications et donna l'ordre à ses troupes de se désengager ; toutefois en raison d'une pénurie de matériel seul un tank par peloton était équipé de radio et cinq de ses tanks, incapables de recevoir l'ordre, poursuivirent vers le Point 208 où ils furent détruits par des canons de 88 mm.
Peu après, des rapports de la RAF signalèrent des mouvements de chars allemands et l'ordre fut donné de nettoyer les crêtes afin de bénéficier du terrain lors de la bataille de chars qui s'annonçait. À 17 h 30 des rapports d'observateurs avancés indiquèrent que les défenseurs de la crête d'Hafid se retiraient. Cela semblait constituer l'occasion idéale pour frapper, et l'escadron B du 6e régiment royal de tanks reçut l'ordre d'attaquer. Après avoir nettoyé la première crête, la vision des camions allemands et des canons remorqués s'en allant en direction de la seconde crête accréditait les rapports initiaux. Les Britanniques engagèrent la poursuite, mais lorsqu’ils atteignirent la seconde crête, les forces de l'Axe refermèrent leur piège détruisant, en quelques minutes, grâce à des canons dissimulés, onze Crusaders et en endommageant gravement six autres. L'infanterie et les canons anti-chars de l'Axe, protégés par leurs retranchements, ne subirent pas de dégâts notables.
C'est à ce moment qu'environ trente chars allemands d'un bataillon du 5e régiment de Panzers, appartenant à la 5e division légère, précédemment stationnés au nord à Sidi Aziz, apparurent à l'ouest. Comme il commençait à faire sombre, aucun des deux camps ne rechercha le contact avec l'autre et la 7e brigade blindée se retira lentement tout en combattant à distance.

#### Résultat du jour J et plans pour J+1
Au soir du premier jour, les Britanniques contrôlaient le fort Capuzzo tandis que l'Axe conservait la passe d'Halfaya et la crête d'Hafid.
Pendant les attaques, les Britanniques avaient perdu un nombre important de chars. Au sein de la 7e brigade blindée, le 2e régiment royal de tanks n'avait plus que 28 chars de croisière et le 2e régiment royal de tanks seulement vingt sur des dotations initiales de 50 chacun ; on notera que de nombreux chars qui restaient réparables, avaient été abandonnés sur le terrain lorsque la 7e brigade blindée s'était retirée de la crête d'Hafid, les laissant à la merci des équipes de réparation allemandes. La 4e brigade blindée, n'avait elle plus que 37 Matildas opérationnels sur la centaine de départ, et onze de plus seraient réparés dans la nuit. Les pertes de blindés allemands était pour l'essentiel insignifiantes, en revanche les blessés avaient été assez nombreux dans la garnison de la crête d'Hafid, du Point 206 et de fort Capuzzo.
Pour la journée suivante Beresford-Peirse avait pour plan de poursuivre l'attaque de la passe d'Halfaya avec la 11e brigade d'infanterie, la 22e brigade de la Garde Guards devait tenir sa position et la 4e brigade blindée devait renforcer la 74e brigade blindée afin que les deux puissent ensemble engager, en supériorité numérique la 5e division légère allemande.
Grâce à ses services de renseignement, Rommel avait une vision assez claire de la situation des Britanniques, y compris de leurs pertes et problèmes, et des ordres actualisés par Beresford-Peirse.
Le principal souci de Rommel concernait ses troupes à la passe d'Halfaya, elles se trouvaient prise au piège de la 22e brigade de la Garde d'un côté, de la 11e brigade d'infanterie de l'autre et commençaient à manquer d'approvisionnement. En conséquence son plan consistait à envoyer la 5e division légère, qui vers minuit avait pratiquement atteint Sidi Aziz, vers le sud en direction de Sidi Omar puis vers l'est en direction de Sidi Suleiman, et finalement à remonter au nord-est sur la passe d'Halfaya, approchant ainsi la 11e brigade d'infanterie sur ses arrières. Afin de prévenir le redéploiement des Matildas, soit pour renforcer la 7e brigade blindée comme Beresford-Peirse en avait l'intention ou pour appuyer les forces britanniques à Halfaya, Neumann-Silkow, reçut l'ordre d'engager une attaque contre le fort Capuzzo. il ordonna que l'attaque débutât dans l'obscurité, car les Britanniques avaient l'intention de lancer leurs opérations peu après l'aube.

### Jour J+1: 16 juin

#### Pas de progrès à la passe d’Halfaya
La 11e brigade d'infanterie renouvela ses attaques sur la passe d'Halfaya, mais échoua comme la veille. Les forces de Bach, bien qu'inférieures en nombre et commençant à être à court d'approvisionnement, étaient à présent totalement encerclées, et n'auraient pu faire retraite même si elles l’avaient souhaité. Masservy, constatant le manque de progrès, ignora les ordres de Beresford-Peirse de mettre ses tanks à disposition et décida de conserver ses derniers Matildas pour percer les défenses de l'Axe.

#### La contre-attaque allemande à Capuzzo est repoussée
Neumann-Silkow lança son attaque contre le fort Capuzzo tenu par les Britanniques à 6 h 0. Il organisa ses 80 chars en deux colonnes et attaqua Capuzzo des deux côtés. L'attaque démarra assez mal, car la 15e Panzer Division se retrouva directement sous le feu d'artillerie lourde des canons de 25 livres qui avaient été apportés pendant la nuit, ainsi que des chars Matida qui avaient été retranchés. Vers 10 h 0, la 15e Panzer Division avait perdu cinquante de ses chars, et vers 12 h 0, elle fut forcée de se retirer. Peu après la retraite des forces allemandes les Scots Guards avancèrent plus vers l'ouest, capturant les baraquements de Sollum afin de prévenir un contournement par l'est par les forces allemandes ou leur regroupement avec la garnison d'Halfaya.

#### Bataille de mouvement sur le flanc ouest
Dès l'aube, la 5e division légère commença son avance vers le sud au-delà de la crête ouest de Hafid. La 7e brigade blindée suivait son mouvement plus à l'est, rejointe par le 7e Groupe de soutien alors que les deux forces s'approchaient de Sidi Omar.
Durant la mêlée en mouvement, les Britanniques réussirent quelques coups contre des véhicules légers allemands, mais ils se trouvèrent en situation d'infériorité chaque fois qu’ils durent engager des blindés, qui utilisaient une tactique très efficace. Les Panzer IV étaient armés du canon de 75 mm avec des munitions explosives et une portée effective d'environ 2 750 m, qui leur permettait d'ouvrir le feu en restant bien au-delà des 460 m de portée des canons de deux livres des chars britanniques. Cela ne causait que des dégâts minimes aux chars britanniques, mais ravageait leur artillerie tractée de 25 livres, qui fut forcée de se retirer. Une fois l'artillerie britannique disparue, les Panzer IV et les Panzer III armés du canon de 50 mm pouvaient alors se rapprocher en toute sécurité et percer le blindage peu épais des chars cruiser tout en restant hors de portée de leurs canons. Lorsque les chars britanniques tentaient de se rapprocher pour engager les panzers, ceux-ci se retiraient rapidement derrière un rideau de canons antichars tandis que des éléments blindés plus légers entreprenaient de menacer les flancs des Britanniques. Pour aggraver encore sa situation, la 7e brigade blindée rencontra des problèmes de fiabilité de ses chars et souffrit de nombreuses pannes. 
Vers le soir, les deux régiments de la 7e brigade blindée s'étaient retirés vers les barbelés de la frontière libyenne et le 7e groupe de soutien s'était retiré encore plus loin. À 19:00, au crépuscule, la 5e division légère vint affaiblir encore la 7e brigade blindée par une forte attaque qui ne s'interrompit qu'avec l'obscurité complète.

#### Résultats du deuxième jour et plan pour le troisième jour
Rommel, qui avait personnellement assisté à l'engagement entre la 7e brigade blindée et la 5e division légère, décida de tenter une poussée d'ampleur contre la 7e brigade blindée. À 16:00 il ordonna à la 15e division de Panzer de ne laisser que l'effectif strictement nécessaire à sa position au nord de fort Capuzzo et de se diriger en toute hâte sur le flanc nord de la 5e division légère qui effectuait sa pression vers l'est en direction de Sidi Suleiman. Il espérait ainsi isoler le gros des forces britanniques puis les éliminer.
Dans l'après-midi, Wavell s'était rendu en avion au quartier général de Beresford-Peirse pour prendre les décisions essentielles. Lorsqu'il arriva, Beresford-Peirse était absent, en réunion avec Messervy et Creagh où il reconfirma ses ordres pour l'infanterie de continuer son attaque sur Halfaya et de tenir Capuzzo pendant que la 4e brigade blindée devait rejoindre la 7e brigade blindée pour affronter les chars de la 5e division légère à l'ouest. Cette nuit, apprenant l'avance de la 5e division légère, le général Messervy prit sur lui d'ordonner le retrait de ses troupes ; afin de faciliter ce mouvement, il ordonna aux Matildas restant de la 4e brigade blindée de former un rideau défensif afin de protéger l'infanterie en retraite de l'avance des panzers à l'ouest.
En termes de force, la 7e brigade blindée avait perdu plus de la moitié des chars cruisers qui lui restaient le matin, n'en ayant plus que 21 opérationnelsLa 4e brigade blindée ne se portait pas mieux avec seulement 17 Matildas.

### Jour J+2: 17 juin Les Britanniques échappent de peu à l’encerclement
À 4 h 30, les blindés de Rommel commencèrent à avancer. La 5e division légère vint au contact de la 7e brigade blindée à 6 h 0 et commença à la repousser. Vers 08:00, ils avaient atteint Sidi Suleiman. À Capuzzo, les mouvements de la 15e division de Panzer, tôt dans la matinée, amenèrent Messervy à anticiper une attaque imminente, et à annuler les ordres donnés à Beresford-Peirsed de renforcer la 7e brigade blindée par la 4th. La combinaison des deux évènements alarma sérieusement Creagh, qui demanda par message à Beresford-Peirse de le rejoindre pour recevoir ses instructions ; Wavell, qui était avec Beresford-Peirse, prit le commandement des opérations et s'envola pour le poste de commandement de Creagh à Halfway House. Ce message fut intercepté par les Allemands, comme Rommel le rapporta par la suite :

« Cela semblait suspect comme si le commandant britannique ne se sentait plus capable de maîtriser la situation. Il devenait évident que dans leur situation de stupeur actuelle les Britanniques n'entreprendraient rien pour l'instant, je pris donc la décision de resserrer les mailles du filet en continuant sur Halfaya. »

À ce moment la 5e division légère et la 15e division de Panzer, frappant respectivement depuis le sud-ouest et le nord-ouest, ne se trouvaient qu'à une quinzaine de kilomètres d'Halfaya.
À 10 h 0 alors que les divisions de panzers poussaient vers l'est, elles arrivèrent au contact des derniers Matildas de la 4e brigade blindée, rejoints sur leur flanc par les chars de croisière restants et l'artillerie de la 7e brigade blindée et du 7e groupe de soutien. Les blindés avaient formé un écran pour protéger la 22e brigade de la Garde et la 11e brigade d'infanterie indienne en retraite vers Halfway House.  
À 10 h 45, Messervy contacta Creagh par radio et, parlant hindoustani par mesure de sécurité, l'informa qu'il avait ordonné la retraite de l'infanterie de Capuzzo et Halfaya, à partir de 11 h 0. À midi, une heure plus tard, Wavell et Beresford-Peirse arrivèrent à Halfway House et prirent connaissance de l'ordre de retraite de Messervy, que Wavell approuva.
L'affrontement des blindés fit rage tout l'après-midi, permettant aux Britanniques de ralentir l'avance des panzers vers Halfaya jusqu'à 16 h 0, après que la 22e brigade de la Garde a pu s'échapper en toute sécurité.

## Conséquences
Avec la défaite des forces britanniques et en l'absence de réserves, l’Égypte s'offrait sans défense pour Rommel. Cependant sa situation critique en matière d'approvisionnement et la menace persistante sur ses arrières que représentait la garnison de Tobrouk, le dissuadèrent d'exploiter son succès.

### Pertes
Le bilan humain des deux camps était relativement léger et pratiquement équilibré. Les Alliés comptaient 969 pertes, dont 122 morts, 588 blessés, et 259 disparus. Les Allemands comptaient 678 pertes, dont 93 tués, 350 blessés et 235 disparus Leurs alliés italiens subirent 592 pertes.
Durant la bataille, les pertes de chars furent nettement en défaveur des Britanniques qui perdirent 91 chars (27 Cruisers et 64 Matildas) soit par action de l'ennemi soit par panne mécanique alors que l'Axe n'en avait perdu que 50 si on exclut les chars touchés et réparés durant la bataille. Cela ne reflétait pas totalement le résultat final cependant, car les forces de l'Axe qui contrôlaient le terrain purent récupérer les véhicules détruits des deux camps pour réparation ou récupération. Finalement l'Axe ne perdit que 12 chars.
En matière d'aviation, les Britanniques subirent des pertes nettement plus lourdes que les Allemands et les Italiens. Ils perdirent 33 chasseurs et 3 bombardiers contre seulement 10 avions allemands La principale raison de ces pertes élevées parmi la chasse britannique fut, selon le maréchal Tedder, le manque d'entrainement des pilotes et la nécessité d'une couverture aérienne constante, impliquant des patrouilles de petite taille.

### Conséquences politiques
Winston Churchill fut contrarié des résultats de l'opération Battleaxe. Il espérait rien de moins qu'un succès total, et il apprit au contraire que non seulement l'opération était un échec mais également qu'une grande partie des chars qu'il avait spécialement affectés à l'opération étaient perdus.
Churchill voulait en conséquence que Wavell se retire, mais il ne pouvait pas se permettre que cela apparaisse comme une punition, car de nombreuses personnes auraient pris sa défense au risque que la critique se retourne contre le gouvernement ; il ne pouvait pas non plus se permettre que Wavell revienne en Angleterre, car cela aurait pu susciter des questions embarrassantes. Churchill trouva une alternative élégante en échangeant les commandements de Wavell et du général Claude Auchinleck, commandant en chef en Inde, dont il souhaitait qu'il prenne en charge le théâtre du Moyen-Orient. En même temps que Wavell, Michael O'Moore Creagh fut remplacé par William Gott.
Beresford-Peirse fut critiqué tant pour son plan que pour la conduite des opérations et le 4 octobre il fut envoyé au Soudan en tant qu'officier général commandant pour le Soudan ; il remplaça William Platt, qui avait été promu en tant que commandant en chef du théâtre d'Afrique de l'Est nouvellement créé.
Beresford-Peirse, à son tour, fut remplacé à la tête du XIIIe corps, par le lieutenant général Reade Godwin-Austen, qui avait été promu de son poste de commandant de la 12e division africaine) lors de la campagne d'Afrique de l'Est.